# فليتشير جونز
فليتشير جونز (بالإنجليزية: Fletcher R. Jones)‏ هو شخصية أعمال أمريكي، ولد في 22 يناير 1931 في بريان في الولايات المتحدة، وتوفي في 7 نوفمبر 1972 في وادي سانتا إينز في الولايات المتحدة.